# Yavor Konov
Yavor Konov (Явор Конов, né en 1964) est un pianiste, claveciniste et musicologue bulgare. Docteur de Musicologie (Ph. D., 1997) et Docteur ès Sciences (Dr. Scs., 2006). Professeur de polyphonie (2005). Il enseigne à la Nouvelle Université Bulgare et à l'Académie Nationale de Théâtre et de Cinéma à Sofia (Bulgarie).
Cofondateur et secrétaire de la Société Musicale Vassil Stéphanoff (Sofia). Vice rédacteur en chef de la revue Musique. Hier. Aujourd’hui (Sofia,  (ISSN 1310-2443)).

## Œuvres
Yavor Konov  est l’auteur de plus de 200 publications, y compris :
- les manuels De la polyphonie (1995, 2/2001, 3/2003),
- La culture et l’Art de la musique (1997),
- Idées et méthodes de jouer naturellement du piano (2003),
- Traductions annotées : Principes du clavecin (1702) et Nouveau traité de l’accompagnement du clavecin, de l’orgue et des autres instruments (1707) de Saint Lambert, 1998; Éléments pratiques de basse continue de W. A. Mosart, 1999; L’Art du Contrepoint (1558) de Gioseffo Zarlino, 2003; Dictionnaire de musique (2/1705) de Brossard, 2010[2];
- Gioseffo Zarlino et L’Art du Contrepoint (2004)
- Héritage lexicographique, historiographique & bibliographique de Sébastien de Brossard (1655–1730), prêtre, musicien & érudit, 2008[3]
- Des études et articles scientifiques, etc.